# Max-Morlock-Stadion
Stadionul Max Morlock, cunoscut în trecut ca Frankenstadion și Grundig-Stadion (pronunțat [ˈgʁʊndɪç ˈʃtaːdi̯ɔn] sau pronunție în germană [ˈgʁʊndɪk-]) din motive de sponsorizare, este un stadion din Nürnberg, Germania, deschis în 1928. 

## Istoric
Începând cu 1966 este stadionul de casă al echipei din Bundesliga, 1. FC Nürnberg. Pe acest stadion s-au desfășurat 6 meciuri de fotbal Jocurile Olimpice de vară din 1972. În 1967 a găzduit finala Cupei Cupelor dintre Glasgow Rangers și FC Bayern München, câștigată de bavarezi cu 1–0.

## Campionatul Mondial de Fotbal 2006
Stadionul a fost gazdă la Campionatul Mondial de Fotbal 2006, pe el disputându-se următoarele meciuri:
| Data       | Ora   | Echipa #1  | Scor | Echipa #2                  | Runda         | Spectatori |
| ---------- | ----- | ---------- | ---- | -------------------------- | ------------- | ---------- |
| 2006-06-11 | 18:00 | Mexic      | 3–1  | Iran                       | Grupa D       | 41.000     |
| 2006-06-15 | 18:00 | Anglia     | 2–0  | Trinidad și Tobago         | Grupa B       | 41.000     |
| 2006-06-18 | 15:00 | Japonia    | 0–0  | Croația                    | Grupa F       | 41.000     |
| 2006-06-22 | 16:00 | Ghana      | 2–1  | Statele Unite ale Americii | Grupa E       | 41.000     |
| 2006-06-25 | 21:00 | Portugalia | 1–0  | Țările de Jos              | 1/8 de finală | 41.000     |